# Estafa nigeriana

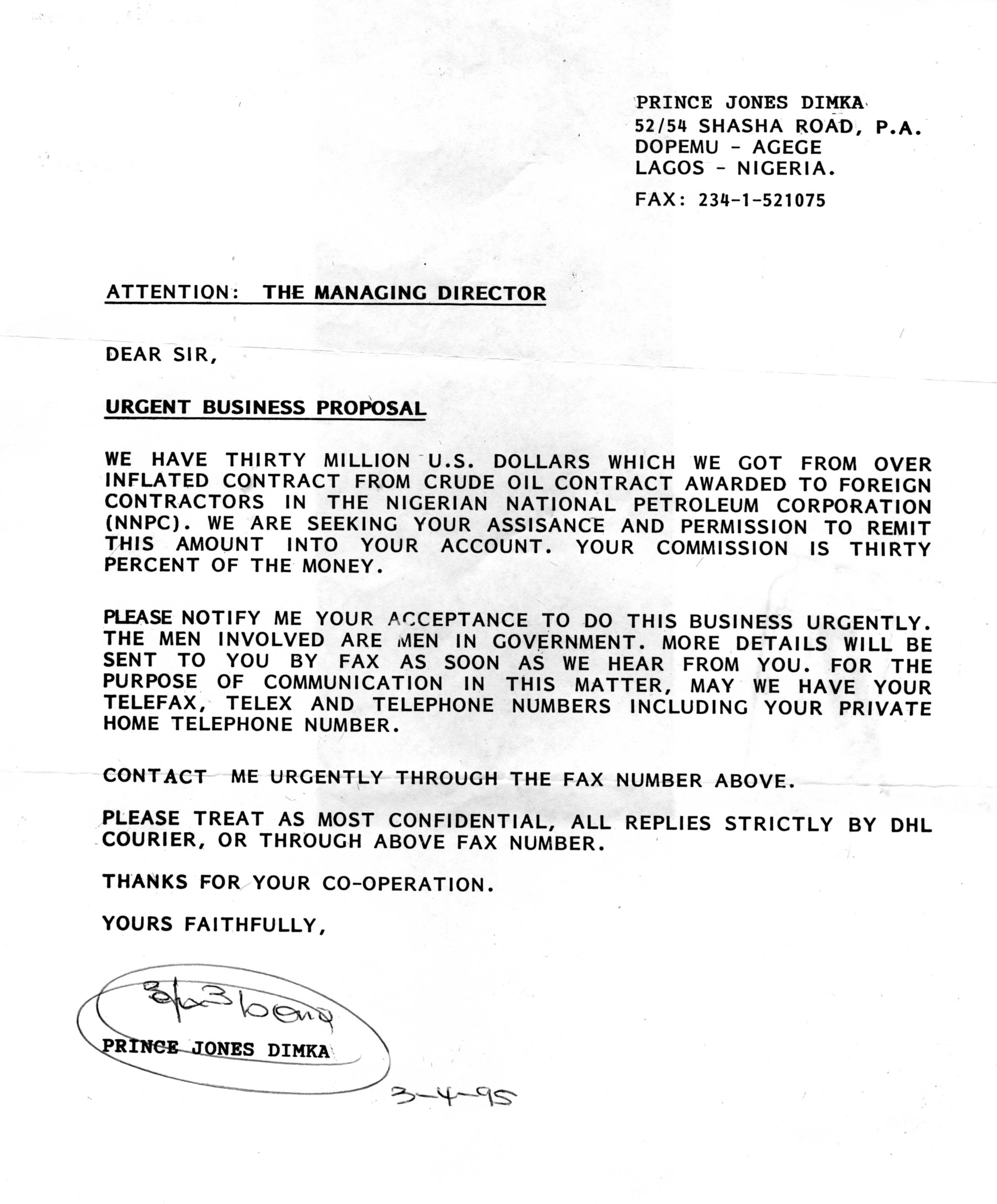
Ejemplo de estafa nigeriana enviada por correo en 1995.

La estafa nigeriana, timo nigeriano o timo 419 se lleva a cabo principalmente vía correo electrónico no deseado (spam). Adquiere su nombre del número de artículo del código penal de Nigeria que hace mención a este delito. Si bien Nigeria es la nación más conocida por esta clase de estafas, las mismas también se originan en otras naciones. En 2006, el 61 % de los delincuentes de Internet fueron rastreados dentro de los Estados Unidos, mientras que el 16 % fueron rastreados en Reino Unido, y sólo el 6 % en Nigeria.

## Estafa
Dicha estafa consiste en ilusionar a la potencial víctima con una fortuna inexistente y persuadirla para que pague o transfiera una suma de dinero por adelantado, como condición para acceder a la fortuna prometida. Las sumas solicitadas suelen ser elevadas, pero insignificantes comparadas a la fortuna que las víctimas esperan recibir a cambio. La estafa nigeriana puede entenderse como una versión contemporánea del cuento del tío.
Actualmente muchas estafas se llevan a cabo telefónicamente, con la promesa de un premio o solución, las víctimas son sugeridas a realizar una operación en un cajero automático y brindar a los estafadores cierto código, y así siendo vaciadas sus cuentas bancarias e incluso solicitando préstamos a nombre de la víctima.
El éxito de los delitos de pago anticipado se basa en la persuasión inicial de la víctima. El FBI informó recientemente que en 2019 hubo 14,607 ciudadanos estadounidenses que fueron víctimas de estafas de pagos por adelantado. Las quejas que recibieron supusieron pérdidas por más de 3.500 millones de dólares.

## Variantes
Existen numerosas variantes de la estafa. Las más comunes son una herencia vacante que la víctima adquirirá, una cuenta bancaria abandonada, una lotería que la víctima ha ganado, un contrato de obra pública o simplemente una gran fortuna que alguien desea donar generosamente antes de morir. Algunos sostienen que la excusa de la lotería es la más común de todas.
Por ejemplo, la víctima podría recibir un mensaje del tipo "Soy una persona muy rica que reside en Nigeria y necesito trasladar una suma importante al extranjero con discreción. ¿Sería posible utilizar su cuenta bancaria?". Las sumas normalmente suelen estar cerca de decenas de millones de dólares. A la víctima se le promete un determinado porcentaje, como el 10 o el 20 por ciento.
El trato propuesto se suele presentar como un delito de guante blanco inocuo con el fin de disuadir a las víctimas -los supuestos inversionistas- de llamar a las autoridades. Los timadores enviarán algunos documentos con sellos y firmas con aspecto oficial, normalmente archivos gráficos adjuntados a mensajes de correo electrónico, a quien acepte la oferta.
A medida que prosiga el intercambio, se pide a la víctima que envíe dinero, con la excusa de supuestos honorarios, gastos, sobornos, impuestos o comisiones. Se va creando una sucesión de excusas de todo tipo, pero siempre se mantiene la promesa del traspaso de una cantidad millonaria. A menudo se ejerce presión psicológica, por ejemplo alegando que la parte nigeriana tendría que vender todas sus pertenencias y pedir un préstamo para poder pagar algunos gastos y sobornos. A veces, se invita a la víctima a viajar a determinados países africanos, entre ellos Nigeria y Sudáfrica.
En cualquier caso, la transferencia nunca llega, pues las millonarias sumas de dinero jamás han existido.

## Tipos comunes de timo nigeriano

### La clásica estafa nigeriana o africana
Una supuesta autoridad gubernamental, bancaria o petrolera africana solicita al destinatario los datos de su cuenta bancaria con el objeto de transferir a ella grandes sumas de dinero que desean sacar del país, a cambio de una sustanciosa comisión.
En caso de que la víctima acepte y tras una serie de contactos por correo electrónico, fax o teléfono, se le solicita que envíe dinero para hacer frente a gastos inesperados o sobornos. Por supuesto ni las cantidades adelantadas serán nunca restituidas, ni se recibirán jamás los beneficios prometidos.

### La hija Aisha Gaddafi
Aisha Gaddafi es la hija del exdictador libio Muamar el Gaddafi. Estuvo viviendo en el país hasta 2012 y en este momento se encuentra en búsqueda y captura. Nadie sabe dónde está. Ahora, según se dice, está en Omán. Un nuevo fraude por Internet utiliza su nombre.
Esto es lo que asegura ella en el correo: “Hola, soy Aisha Gaddafi, hija del último presidente de Libia, Muamar Gaddafi. Tengo una propuesta de negocio que nos va a beneficiar a ambos. Por favor, respóndeme para que te pueda dar más detalles”.
Este es el mensaje que han recibido usuarios de la red social Twitter. En la imagen del emisor aparece una foto de la propia Aisha Gaddafi con un velo y un vestido rosa y dice dedicarse a “servicios legales”. Ciudadanos españoles han recibido esta oferta. Contactada con la supuesta Aisha Gaddafi, ésta envía un texto en el que explica que su padre le dejó 2.000.000 de euros en el Natwest Bank (un banco real) de Londres. Afirma que su padre fue asesinado y ella tuvo que huir a Omán, pero que el dinero permanece en dicha entidad británica.
Añade que en Omán no le permiten realizar operaciones bancarias y que el Natwest Bank le ha sugerido la posibilidad de que haya un beneficiario extranjero de sus fondos. Aisha promete realizar una transferencia del 30 % de esos 2 millones, unos 600 000 euros, a la persona que le ayude a recuperar el dinero que le dejó el dictador libio.
Los contactados que se han puesto en contacto con ella para comprobar su identidad, reciben la respuesta de que no puede hacerse fotos ni vídeos con el ordenador. Propone enviar la copia de su pasaporte y los papeles que su padre le dejó para presentar al banco londinense.
Fuentes del sector de la seguridad aseguran que se trata de la típica estafa nigeriana a través de Internet.

### Animales regalados
Se anuncian en páginas de venta y regalo de animales. Normalmente ofrecen alguna raza de animal especialmente apreciada como por ejemplo "Regalo Yorkshire". La redacción de los anuncios en lenguas como el castellano son deficientes, provenientes de traducciones automáticas. Cuentan que tienen que mudarse y necesitan regalar sus perritos, o cualquier otro animal. Cuando algún interesado contesta que acepta, dicen que hay que enviarles el dinero para que puedan enviar por avión desde allí el animal. Suelen mandar información falsa haciéndose pasar por el aeropuerto para "informar" de cómo envían los cachorros y a qué se deben los gastos. Cuando el timador consigue una víctima que paga esa cantidad pequeña, manda mensajes falsos de otros aeropuertos a los que el cachorro supuestamente ha sido enviado por error, solicitando un nuevo envío de dinero para poder completar la supuesta entrega.

### El capitán militar en Irak
Contestan a los anuncios de venta de cualquier bien inmueble (terrenos, casas), solicitando información. Al obtener respuesta, envían un correo electrónico alegando ser militares que necesitan invertir un dinero que han obtenido del petróleo, pero que como militares que son lo tienen que entregar a alguien en quien puedan confiar, ya que es ilegal que se lo queden a título personal y para ello solicitan los datos de la víctima de la estafa para enviar supuestamente el dinero en concepto de compra de la propiedad en venta. Como en los otros casos, en algún momento los timadores solicitarán a la víctima que pague algún tipo de gasto.

### La tarjeta de débito con 500 millones
Los estafadores encuentran a una víctima que puede ser un doctor o un ingeniero, y le proponen un negocio. Ellos afirman tener una tarjeta de débito con una cantidad de 500 millones de dólares y que necesitan un punto de venta offline donde pasar esa tarjeta, así ellos le envían toda la documentación clave, correos y que dividirán el dinero a mitad. La persona buscara algún punto donde pasar la tarjeta y cuando realicen el intento siempre saldrá la operación fallida, pero los dueños de la tarjeta dirán que sí pasó la tarjeta y que debe entregar la mitad del dinero, o si no tiene que atenerse a las consecuencias. En ese proceso le piden adelantos de dinero mientras la persona consigue la pasarela o datafono, mientras los estafadores le pedirán cantidades de 100 a 200 dólares para sus gastos básicos. Ya cuando la persona ve que la tarjeta nunca funcionará, ya no vuelve a contactarlos y queda estafado. Los timadores normalmente crean una tarjeta de la empresa mychoicecorporate que otorga tarjetas virtuales y la manejarán personas asiáticas, donde ellos podrán ver los intentos que realiza la víctima y con eso podrán contactarlos apenas realicen algún intento y así pedir el dinero. Las tarjetas más comunes son la de Konstantin Koval de Ucrania y de Ahmed Ghanem de Italia.

### La Lotería
A la persona le llega un correo electrónico haciéndole saber que ha ganado un premio de Lotería, aun cuando no haya participado en sorteo alguno. Primeramente se le solicita a la persona sus datos personales. Luego llaman a la persona hablándole en idioma inglés -los timadores no suelen hablar castellano-, paso seguido le envían a la persona un correo electrónico solicitándole un importe por los gastos de transferencia del dinero o cheque, el cual debe ser enviado para que le puedan hacer la transferencia bancaria o envío de cheque.
La gran difusión de este fenómeno en España ha provocado que el Organismo Nacional de Loterías y Apuestas del Estado haya publicado un aviso al respecto en su página web.

### El tío de América
Los supuestos albaceas de un desconocido y adinerado pariente anuncian su fallecimiento y notifican al destinatario su inclusión entre los beneficiarios del testamento. En este caso a menudo se utilizan técnicas de ingeniería social, por ejemplo haciendo coincidir el apellido del difunto con el del destinatario. En ocasiones se sugiere con ambigüedad que el destinatario se haga pasar por un pariente del difunto, para evitar perder la herencia, que será repartida entre el abogado/albacea y la víctima.
Una variante de esta estafa es la "herencia en vida", en que alguien supuestamente aquejado de una enfermedad terminal, sin familia, contacta a la víctima con el fin de darle su dinero para que realice obras de caridad, ayudando a los pobres o desamparados.
Como en los otros casos, en algún momento los timadores solicitarán a la víctima que pague algún tipo de gasto.

### El prisionero español
Este timo tiene un origen muy anterior a los previos, a comienzos del siglo XX. La prensa española lo refiere como Timo del entierro.
Uno de los timadores, el confidente, contacta con la víctima para explicarle que está en contacto con una persona muy famosa e influyente que está encerrada en una cárcel española (o según versiones más modernas, de algún país africano) bajo una identidad falsa. No puede revelar su identidad para obtener su libertad, ya que esa acción tendría repercusiones muy graves, y le ha pedido al confidente que consiga suficiente dinero para pagar su defensa o fianza. El confidente ofrece a la víctima la oportunidad de aportar parte del dinero, a cambio de una recompensa extremadamente generosa cuando el prisionero salga libre.
Sin embargo, una vez entregado el dinero surgen complicaciones que necesitan de más dinero, hasta que la víctima ya no puede o quiere dar más. En ese momento se acaba el timo y el confidente desaparece.

### La venta del teléfono móvil (celular) en eBay
En este fraude, los timadores localizan a usuarios particulares de eBay que ofrezcan teléfonos móviles. Ofrecen una puja muy alta en el último momento, ganando así la subasta. Luego contactan al vendedor para explicarle que desean enviar el móvil a un supuesto hijo que trabaja como misionero en Nigeria, y que necesitan conocer la cuenta Paypal del vendedor para pagar (en vez de pagar directamente vía Paypal, a través de los enlaces proporcionados por eBay al final de cada subasta).
A continuación envían un mensaje con las cabeceras falsificadas para que parezca provenir de Paypal, en que se confirma que el pago se ha realizado. Cuando el vendedor intenta comprobar el pago desde el enlace en el mensaje, será dirigido a una página web falsa, con la apariencia de ser de Paypal. En esta página se le explica que por seguridad, el pago será transferido a su cuenta solo cuando se realice el envío. Obviamente, si envía el móvil al comprador, nunca recibirá el dinero.

### La compensación
El mensaje informa a la víctima de que el Estado nigeriano le compensará por haber sido víctima de la "Estafa Nigeriana", aunque la potencial víctima no lo haya sido. Las sumas ofrecidas van desde 850 000 a 1 000 000 dólares americanos.
La víctima debe contactar a un funcionario, quien le pedirá el depósito de una suma de alrededor de 1000 dólares para asuntos burocráticos de la cobranza de la compensación.

### Compraventa de un vehículo por Internet
En este caso las víctimas son buscadas entre quienes tienen sus vehículos a la venta en internet. El vendedor recibe un correo electrónico de un comprador, en un país diferente al del vendedor, interesado en el coche. El potencial comprador suele aceptar comprar el coche sin negociar el precio, ver el coche o probarlo. El timador afirma que realizará el pago total de la cantidad en un par de días, luego de los cuales un transitario (un intermediario que se encarga de transportar mercancías a nombre de una tercera persona) contactará al vendedor para hacer el traspaso del coche y embarcarlo.
Cuando el supuesto comprador realiza la transferencia, entonces el vendedor descubre que es necesario pagar una cantidad en comisiones para "desbloquear" la transferencia. El comprador afirmará haber sumado las comisiones al ingreso total, con la excusa de que en África quien paga las comisiones es quien recibe el dinero. Para dar un aire de autenticidad, la víctima incluso podría recibir una llamada telefónica, supuestamente del banco del país del comprador, para desbloquear la operación.
Otras veces, cuando la operación está ya cerrada, el comprador (timador) comunica al vendedor que para poder transferirle el dinero a su país, el vendedor debe pagar un impuesto previo (normalmente de más de 300 dólares). Para ganarse su confianza, el vendedor suele recibir diversa documentación falsificada: pasaporte, documentación aduanera o bancaria; incluso puede recibir un fax o llamada telefónica con el prefijo del país del comprador.

### El nuevo amor
Es una de las más comunes. Consiste en que una supuesta mujer, generalmente nativa de Sudán, Holanda o Nigeria, envía a un correo electrónico una solicitud de amistad y fotografías personales. Los nombres más usados del emisor son: Edith, Kassala, Mirabel Oneil, Anita, Sharon, o Aline; y el apellido más usado es William, los cuales usan páginas donde se pueden conocer amigos y gente compatible, para persuadir. Actualmente también se usan supuestas mujeres de nacionalidad rusa o de Europa del Este. A menudo, después de enviar una respuesta, se entabla una hostigosa relación con los estafadores.

### El préstamo
Consiste en que una persona brinda la facilidad para que cualquier persona pueda acceder a un préstamo fácilmente, sin garantías. Aprovechándose de la necesidad de la persona, primeramente se le solicita a la persona sus datos personales, importe del préstamos y duración del préstamo. Una vez enviados estos primeros datos, contestan diciendo que pueden proporcionar el préstamo a un interés entre el 2 % al 3 % anual, indican la cuota mensual a pagar y solicitan la aprobación, y la persona debe responder enviando su conformidad. Luego llaman a la persona hablándole en idioma inglés -los timadores no hablan castellano-, paso seguido le envían a la persona un correo solicitándole un importe por los gastos de transferencia del dinero, el cual debe ser enviado para que de esa forma le puedan hacer la transferencia bancaria por el dinero que ha solicitado como préstamo.

### La cuenta bancaria olvidada (actualización de 2019)
Esta es una variante o actualización de la "estafa nigeriana" tradicional, en la que una supuesta autoridad gubernamental, bancaria o petrolera africana solicita al destinatario los datos de su cuenta bancaria con el objeto de transferir a ella grandes sumas de dinero que desean sacar del país, a cambio de una sustanciosa comisión, alegando que alguien murió sin testamento ni beneficiarios, dejando una cuenta bancaria con una suma millonaria y ellos no pueden cobrarla personalmente por ser empleados de la institución.
En caso de que la víctima acepte y tras una serie de contactos por correo electrónico, fax o teléfono, se le solicita que envíe dinero para hacer frente a gastos inesperados o sobornos. Por supuesto ni las cantidades adelantadas serán nunca restituidas, ni se recibirán jamás los beneficios prometidos.
La novedad estriba en que se están usando nombres y perfiles de personas reales que trabajan en las instituciones que ellos mencionan (bancos, empresas, gobierno) y que puedes revisar con una simple búsqueda en Google pero te advierten que no los puedes contactar porque están siendo rastreadas todas sus comunicaciones y no los debes buscar para que no se descubra la operación.
Un ejemplo de esto es el nombre de Ms.Neeta Avnash Kaur Atkar, quien es directora no ejecutiva del Yorkshire Building Society, y a quien involucran como parte de un correo de estafa para trasladar dinero de una cuenta bancaria de una persona muerta.

## La jerga de los estafadores nigerianos
Los timadores han adoptado un argot criminal con palabras provenientes del Pidgin English (variedad de inglés coloquial hablado en Nigeria), del igbo y del yoruba. Algunas de las palabras claves de esta jerga o argot son las siguientes:
- Akwukwo: cheque falsificado.
- Come and carry: modalidad en la cual se requiere a la víctima que viaje al exterior para recibir sus millones, oportunidad en que deberá desembolsar una suma en efectivo como paso previo. La otra variante consiste en exigir a la víctima que envíe el dinero por transferencia bancaria o medio similar.
- Guyman o guy: individuo dedicado a la estafa comentada en el presente artículo.
- Mugu, maga, mahi o mayi: literalmente tonto,[8] víctima de la estafa.
- Oga: jefe, timador que tiene varios estafadores de menor nivel trabajando para él, generalmente dedicados a las tareas pesadas y repetitivas, como enviar continuamente el spam, recoger las respuestas de víctimas potenciales separándolas de las respuestas automáticas, etc. El oga se encarga de tomar contacto con víctimas que ya han pasado los primeros filtros.
- Wash wash: ardid consistente en exhibir al incauto una gran cantidad de papeles negros pretendiendo que son billetes protegidos por una película, lo que permitiría su paso a través de las aduanas sin despertar sospechas. El timador toma uno de los papeles y tras aplicarle unas gotas de cierto líquido, el papel parece recuperar el aspecto de un billete de cien dólares (en realidad es reemplazado por un billete verdadero sin que la víctima lo advierta, mediante una maniobra de ilusionista). Luego se exigirá a la víctima que pague una cantidad para comprar costosos productos químicos y poder restaurar todos los billetes.

## Scam baiting (anzuelos para timadores)
Algunos internautas practican el hobby de tender trampas para los timadores y hacer que "muerdan el anzuelo" invirtiendo los papeles de engañador y engañado, lo que en inglés se conoce como scam baiting. La expresión deriva de las voces inglesas scam (estafa) y bait (carnada, cebo). Este pasatiempo consiste en adoptar un nombre supuesto (a menudo con resonancias cómicas, para mayor burla del estafador) y una dirección de correo electrónico gratuita, y pretender que se tiene interés en el asunto para luego convencer al timador de que pierda tiempo y dinero cumpliendo condiciones ridículas, viajando de un lugar a otro (safari) con la esperanza de percibir el dinero, etc.
Esta práctica no solo es un hobby o una forma de burlarse de los supuestos timadores. Los practicantes del scam baiting afirman que el tiempo que les hacen perder con sus falsos mensajes es un tiempo que no pueden dedicar a estafar a víctimas auténticas.